# Matangi
Hindujska boginja Matangi (मातङ्गी, Mātaṅgī) je ena izmed oblik devi ter tantrična dvojnica boginje Sarasvati, poosebitve vsega znanja in umetnosti. Matangi, sicer manj znana boginja, se največkrat pojavlja kot ena izmed desetih mahavidij (daśa mahāvidyā) tantričnega hinduizma. Medtem ko Sarasvati vlada le stvarstvu in nadzira tradicionalno znanje in umetnost, Matangi vsebuje še elemente uničenja — s katerimi preseka spone, ki vežejo ljudi na posvetno življenje — ter omogoča možnosti za bolj neortodoksne in revolucionarne metode stvarjenja, znanja in umetnosti. Matangi imenujejo tudi parijska boginja, ker prebiva zunaj konvencionalne družbe in hkrati zato, ker pomaga pri procesu »onesnaženja«, zaradi katerega se božanski nezaigrani zvok manifestira na zemlji v obliki človeškega govora, leposlovja, glasbe in umetnosti na splošno.

## Etimologija
Mata v sanskrtu dobesedno pomeni »misel« ali »mnenje«. Mata prav tako pomeni »divji« ali »strasten«; Mātaṅgī se imenuje ženska, ki je se obnaša divje ali strastno ali pa je taka njena telesna govorica. Mātaṅgī je torej božanska sila, ki je vstopila v misel ali um. Mātaṅgī je samostalnik ženskega spola, ki pomeni »mitološka mati slonjega plemena«, hkrati pa tudi »slonico«. Matangi se včasih imenuje tudi Prakṛti (»narava«). Pogosto je povezana še z besedami ucchiṣṭa (»nečista«, »ostanek« (hrane, daritve), »izpljunek« (hrane)), cāṇḍāli (»izobčenka«, »parija«, »plemenska ženska«).